# III. Ahmed oszmán szultán
III. Ahmed (Dobrich, 1673. december 30. – Isztambul, 1736. július 1.) oszmán szultán 1703-tól 1730-ig.

## Élete

### Ifjúkora
Ahmed 1673. december 30-án született IV. Mehmed és Emetullah Rábia Gülnus szultána fiaként.

### Trónralépte
Ahmedet 1703-ban, bátyja, II. Musztafa trónfosztása után a janicsárok tették a birodalom élére.

### ARákóczi-szabadságharc
Ahmed uralkodása során zajlott a Rákóczi-szabadságharc. A szultán nem gondolt különösebben II. Rákóczi Ferenc támogatására. I. József császár egy alkalommal kérte, hogy támadja hátba a kurucokat és a régi hódoltságból Budáig hatalmas területeket engedett volna át a szultánnak. Ám még ez a kecsegtető lehetőség sem kellett Ahmednek – a Péter cár elleni reváns foglalkoztatta.[forrás?]

### Apruti hadjárat(1710–1711)
A szultán kortársa volt Nagy Péter cárnak; az első uralkodónak, aki a keleti kérdéssel kapcsolatban következetesen törekedett a törökök gyöngítésére, sőt, Európából való kiűzetésére. Ezzel összes utódának kijelölte azt az utat, amelyen az orosz tradicionális politikának haladnia kell.
Ahmed tétlenül nézte azt a makacs küzdelmet, amely a cár és XII. Károly svéd király között az északi hegemóniáért folyt. Amikor pedig a Poltavánál vereséget szenvedett Károly török területre menekült, vendégszeretően fogadta. Jóllehet ez a befogadás szabályos elfogás volt, mert miután a svéd csapatok maradványai bejutottak Moldvába, egy nagy csapat török harcban sokukat megölte, másokat foglyul ejtett. Az életben maradottak Magyarországra menekültek, ahol a kuruc hadsereghez szegődve a Habsburgok ellen harcoltak tovább. A következő években Károly vendéglátásának minősége mindig aszerint változott, hogy mennyi pénzt tudott fizetni ezért.[forrás?]
A szultán sokáig nem teljesítette a svéd király kívánságát: az oroszok elleni hadüzenetet. Csak 1711-ben indított háborút Péter ellen, akit Baltadzsi Mohammed nagyvezír a Pruth ingoványaiban seregével együtt bekerített. Péter felesége, a későbbi I. Katalin cárnő azonban megvesztegette a nagyvezírt, aki a cárt szökni engedve helyreállította a békét. A békében az 1699-ben elveszett Azov visszakerült az Oszmán Birodalomhoz és a cár biztosította a törököket, hogy a jövőben távol fogja magát tartani a lengyelek és kozákok ügyeitől. Konstantinápolyban mégis akkora volt az elégedetlenség, hogy majdnem a háború megújítására került sor.[forrás?] XII. Károly sem volt megelégedve az eredményekkel, de hiába próbálta a szultánt újabb háborúra rávenni.

### Háború Velencével (1714–1718)
Újabb háborúra csak a svéd király eltávozása után, 1714-ben került sor: mégpedig Velencével, amely nem érte be az 1698-ban elnyert Moreával, hanem Korfura és Krétára is áhítozott. Utóbbit még 1669-ben vesztette el a tengeri köztársaság a kandiai háborúban-. Ahmed szerencsétlenségére több európai állam (a Pápai állam, Portugália, a Máltai Lovagrend) is fegyveresen lépett fel ellene. 1716-ban a Habsburg Birodalommal is konfliktusba keveredett, s a Savoyai Jenő vezette csapatok támadást indította a temesvári hódoltság felszámolására. Ahmed, aki korábban nem élt József ajánlatával, ekkor mégis úgy döntött, hogy a török kiűzésekor elszenvedett vereségek revánsaként és a régi magyar, valamint horvát hódoltság legalább egy részének visszaállítása érdekében támadólag lép fel a belső magyar területeken. Azonban a háború mindjárt megsemmisítő vereséggel indult, mert a péterváradi csatában Savoyai szétzúzta a főerőket, s a török csapatok képtelenek voltak beljebb nyomulni magyar és horvát területen. Ahmed ekkor felvette a kapcsolatokat a II. Rákóczi Ferenc vezette emigrációval. Rákóczinak két és fél millió arany költségtérítést ígért hadjárathoz, valamint jelentős török, román és tatár erősítéseket, ha emigráns kurucokból új sereget szervez és betör Magyarországra. Rákóczi elindult Franciaországból Törökországba. 1717-ben Nándorfehérvár újra az osztrákok kezébe került, ekkor Ahmed fel akarta gyorsítani az eseményeket azzal, hogy a tatárokat és Moldva vajdáját Erdélybe küldte, amelyek ha eljutnak a Dunáig, akkor megoszthatnák a Habsburg erőket. A tatárok valóban betörtek, igen sok kuruccal együtt, barbár pusztításaik miatt azonban a lakosság nem csatlakozott hozzájuk, hiába igyekeztek a kurucok megnyerni őket ügyüknek. A tatár seregeket a román és magyar parasztok felkoncolták, és a törökök további súlyos vereségeket szenvedtek immár saját területükön.
Nagy-Britannia és Hollandia közbenjárásával sor került a pozsareváci békére 1718-ban, amelyben Törökország megtarthatta a Velencétől elvett területeket, de végleg le kellett mondjon Magyarországról[forrás?], viszont Kis-Oláhországot, Szerbia és Bosznia jelentékeny részét elvesztették. A velenceiek Korfut kapták, de Moreát elvesztették; szövetségesük, III. Károly magyar király a Savoyai Jenő által visszaszerzett Péterváradot, Temesvárt és Nándorfehérvárt, valamint az úgynevezett temesi bánságot.

## Családja
Asszonyai:
Mihrişah Kadın
Şermi Kadın
Ümmügülsüm Kadin
Hatice Kadin
Fatma Kadin
Emine Kadin
Hanife Kadin
Musli Kadin
Gyermekei:
1. Fatma szultána (1704-1733) - Emetullah Kadintól
2. Mehmed herceg (1705-?)
3. Isa herceg (1706. február - 1706. május) - Hürrem Kadintól
4. Ali herceg (1706. június - 1706. szeptember)
5. Hatice szultána (1707. január - 1708) -
6. Rukiye szultána (1707. május - 1707. augusztus)
7. Selim herceg (1707. szeptember - 1708. április) - Hürrem Kadintól
8. Murad herceg (1708. február - 1708. április)
9. Ümmügülsüm szultána (1708. február - 1732) -Mihrisah Kadintól
10. Zeynep szultána (1708-1708)
11. Abdülmelik herceg(1709-1711) - Hürrem Kadintól
12. Szulejmán herceg (1710-1732) -Mihrisah Kadintól
13. Hatice szultána (1710-1738) - Rukiye Kadintól
14. Atike szultána (1712-1737) - Hatice Kadintól
15. Ayse szultána (1713-1776) - Emine Kadintól
16. Selim herceg (1715-1718) - Hatice Kadintól
17. Saliha szultána (1715-1778)- Hatice Kadintól
18. Zeynep szultána (1715-1774) Mihrisah Kadintól
19. Mehmed herceg (1717-1756) - Hürrem Kadintól
20. III.Mustafa szultán (1717-1774) - Mihrisah Kadintól
21. Bayazid herceg (1718-1771) - Mihrisah Kadintól
22. Rabia szultána (1719-?) - Sermi Kadintól
23. Abdullah Herceg (1719. december - 1719. december) - Hürrem Kadintól
24. Emetullah szultána (1719-1720)
25. Numan herceg (1723-1764)
26. Naile szultána (1725. január - 1726. december)
27. I. Abdülhamid szultán (1725. március - 1789. április) - Sermi Kadintól
28. Nazife szultána (1725. május - ?)
29. Esma szultána (1726-1788) - Hanife Kadintól
30. Sabiha szultána (1726-1726)
31. Rebia szultána (1727-1728)
32. Seyfeddin herceg (1728. február -1732)
33. Zübeyde szultána (1728. március - 1756) - Musli Kadintól

## Egyéb tettei, trónfosztása, halála
Ahmed uralkodása alatt jó kapcsolatot tartott fenn Nagy-Britanniával.
Perzsia elleni háborúja viszont katasztrofálisan végződött, ami a janicsárok felkeléséhez vezetett. Így ugyanazok fosztották meg a tróntól 1730. szeptember 12-én, akik feljuttatták rá. Helyére unokaöccsét, Mahmúdot tették.[forrás?]
A volt szultán hat évvel később, 1736. július 1-jén halt meg börtönében.